# ゴルファー保険
ゴルファー保険（ゴルファーほけん）とは、損害保険の一種。ゴルフのプレーに伴って発生しうる事故、および不測の出費（詳細は#ホールインワン保険）に対する保障を内容としている。一般的には「掛け捨て」方式で、保障期間が短い。1日だけのものもある。

## 想定されている事故
ゴルフをプレー中に
- 打球が自分自身や他人の身体に命中し、負傷・死亡させた場合
- 打球が建造物や物品に命中し、故障・破損・破壊させた場合
- スイングしたクラブが他人に命中し負傷・死亡させた場合
- 自身が転倒したり滑り落ちたりして負傷・死亡した場合
- クラブに亀裂が入ったり折れ曲がったりして故障した場合
- クラブなどの持ち物が盗難にあった場合
- ホールインワンやアルバトロス（そのホールの規定打数よりも3打少なくカップに入れること）を達成した場合（後述）

## ホールインワン保険
日本ではホールインワンやアルバトロスを達成した場合、「喜びや幸運を皆と分かち合う」「幸運の後にやってくる不幸を防ぐための厄除け」という名目で、祝賀会や記念コンペ大会、記念植樹等を行い、その費用はすべて達成した者が負担するという慣習が定着している。その費用は規模により異なるが、場合によっては100万円を超える事もあるといわれている。
ゴルファー保険にはこれらの想定外の支出に対処するための保障が組み込まれている場合があり、ゴルファー保険全体を指してホールインワン保険（またはホールインワン・アルバトロス保険）と俗称する事がある。日本では、1982年（昭和57年）に共栄火災が初めて販売した。
ホールインワン保険を適用する場合、その事実の客観的な証明が必須である。また、ホールインワンは、ある程度の腕前を持つゴルファーならアマチュアでも達成しうるが、その確率は非常に低い。このため保険会社ではホールインワンを達成したプレイヤーに関する情報の共有を行い、推定される確率を大いに上回る頻度でホールインワンを達成したプレーヤーやキャディー、およびゴルフ場を抽出し内々にマークを行うことがある。2014年5月に兵庫県のゴルフ場でホールインワンをしたように装ってゴルファー保険金をだまし取った詐欺容疑で、10月にプロゴルファーら3人が逮捕された。
なお、日本国外でも「Hole in one insurance」（直訳すれば「ホールインワン保険」）と呼ばれるタイプの保険は存在するが、これはゴルファー向けの保険ではなく、ゴルフ場の運営者やゴルフトーナメントの主催者がホールインワン賞の提供に必要な支払いをカバーするための保険である（en:Prize indemnity insuranceも参照のこと）。
なお、祝賀会や記念行事などは強制事項ではない。本人の意思に反して強制的に行わせることは強要罪に当たる。

## 保障内容に関して
- 保険商品によっては、行き帰り中の事故や宿泊地での事故も保障内容に含まれる。
- ホールインワンやアルバトロスの認定基準は保険会社により若干異なっている。プレー前に保険会社やクラブハウスで確認することが望ましい。
- 道具が破損した場合、それの購入金額ではなく購入時を起点とした減価償却にて算定された金額が支払われる。
- 無保険で来訪したプレーヤーのため、クラブハウスのフロントで保険に加入できるところもある。プレー開始後に加入しても、そのプレーに関しては保険の対象とならない。
- 他人に怪我をさせたり、ゴルフ用品を破損させてしまった場合などで法律上の賠償責任を負った際に、民事裁判によらず当事者の合意によって解決することを「示談」と呼ぶ。 示談交渉は、長期にわたる可能性が高く当事者の負担が非常に大きいため、示談交渉を代行してくれるサービスを設けている保険プランを提供する保険会社も存在する
- ゴルフクラブの用品が盗難にあった場合でも、ゴルフクラブの盗難被害として、保険適応してくれる保険会社も存在する[3]。